# Instytut Języka Macedońskiego „Krste Misyrkow”
Instytut Języka Macedońskiego im. Krste Misirkova (mac. Институт за македонски јазик „Крсте Мисирков“ Institut za makedonski jazik „Krste Misirkov“) – regulator języka macedońskiego, część Uniwersytetu Świętych Cyryla i Metodego w Skopju.
Gremium zostało ustanowione w marcu roku 1953 z inicjatywy rządu Socjalistycznej Republiki Macedonii. Powołano je w celu standaryzacji języka macedońskiego oraz podwyższenia poziomu nauczania i literackiego dorobku narodowego.

## Departamenty
Instytut składa się obecnie z pięciu departamentów. 
- Departament historii języka macedońskiego;
- Departament współczesnego języka macedońskiego;
- Departament dialektologii;
- Departament leksykologii i leksykografii;
- Departament onomastyki.